# Rubén Montañá i Ros
Rubén Montañá i Ros (Badalona, 1983) és un escriptor i actor català.

## Biografia
Va estudiar interpretació a l'Institut del Teatre, i posteriorment cant amb Carme Lluch, Maria Dolors Aldea i Juan Antonio Vergel.
Professionalment ha estat vinculat amb el teatre Zorrilla de Badalona, on ha participat en diferents muntatges, entre els quals destaquen El ventall, La filla del mar, Un dia, El bon doctor i La Cuina.
Amb la companyia BASE5 va estrenar Aquesta nit tanquem, sota la direcció de Lluís Marco, al mateix teatre. Ha participat també en l'òpera La contadina in corte del Conservatori del Liceu. Amb la companyia de teatre l'Oca Underground actua als espectacles musicals L'apassionant carrera artística de Marta Gelabert (2003) i Per molts anys (2007).
Participa com a actor de repartiment en la sèrie de TV3 El cor de la ciutat.
Com a escriptor, el seu llibre La nena de l'arbre va rebre el Premi Josep Maria Folch i Torres de novel·les per a nois i noies el 2013
El 2020 va guanyar el Premi Joaquim Ruyra amb Les esferes del temps.
El 2022 guanyà el Premi Ramon Muntaner de literatura juvenil, conjuntament amb Arturo Padilla de Juan, amb Veïns especials, amb una història d'amor entre un noi de quinze anys i la presentadora d'un programa de cuina.

### Literatura infantil i juvenil
- Atac llimac.  Girona: Llibres del Segle, 2014 (Norfeu;1). ISBN 978-84-8988-574-5. (44è Premi Ciutat d'Olot de Novel·la Juvenil).
- La nena de l'arbre.  Barcelona: La Galera, 2014. ISBN 978-84-2465-217-3. (Premi Josep Maria Folch i Torres).
- La botiga de mascotes extraordinàries.  Barcelona: Barcanova, 2015. ISBN 978-84-4893-602-0. (13è Premi Barcanova de Literatura Infantil).
- La Marianna i l'arracada perduda.  Barcelona: Ajuntament de Barcelona - El Born Centre Cultural, 2015 (El bornet;3). ISBN 978-84-9850-807-9.
- Sans, Toni; Montañá i Ros, Rubén. En Benjamí i el semàfor que mai no es posava verd.  Barcelona: Barcanova, 2016. ISBN 978-84-4894-133-8. (Premi Guillem Cifre de Colonya)
- El bolígraf de Higgs.  Barcelona: Animallibres, 2017 (L'Isard;10). ISBN 978-84-1684-422-7.
- Sans, Toni; Montañá i Ros, Rubén. La Maranyota.  Barcelona: Animallibres, 2018 (La formiga vermella;89). ISBN 978-84-1684-471-5.
- Una setmana endimoniada.  Barcelona: Barcanova, 2018. ISBN 978-84-4894-599-2.
- Sans, Toni; Montañá i Ros, Rubén. En Benjamí i la bústia que escopia les cartes.  Barcelona: Barcanova, 2019. ISBN 978-84-4894-618-0.
- Les esferes del temps.  Barcelona: La Galera, 2021. ISBN 978-84-2466-957-7. (Premi Joaquim Ruyra de narrativa juvenil 2020)